# Лікург (цар Спарти)
Лікург (дав.-гр. Λῠκοῦργος; д/н — 212 до н. е.) — цар Спарти в 220—212 роках до н. е. Марно намагався відновити вплив Спарти на Пелопоннесі.

## Життєпис
Походження є дискусійним, втім більшість дослідників відносить Лікурга до бокової гілки династії Евріпонтидів (Проклідів). Про батьків, дату народження відсутні відомості.
220 року до н. е. після загибелі Клеомена III царями було обрано Лікурга та Агесіполіда III. Вважається, що Лікург дав хабаря — кожному з ефорів по 1 таланту. Оскільки його колега по правлінню був малим, то фактична влада зосередилася в Лікурга. разом з тим він вимушений був боротися проти прихильників колишнього царя Клеомена III серед ефорів, що бажали продовження його реформ.
Головним завданням Лікург обрав протистояння Ахейському союзу. Невдовзі уклав договір з Етолійським союзом. 219 року до н. е. Лікург вдерся до Арголіди, захопив 4 містечка. Тим самими Лікург долучився до Союзницької війни, завдяки цьому здобув повну підтримку серед ефорів, що прагнули повернути вплив Спарти на Пелопонесі. Далі Лікург захопив укріплення Афеней, котре належало Мегалополю.
В цей час взимку 219/218 років до н. е. Хілон спробував влаштувати в Спарті заколот, але зазнав поразки. 218 року до н. е. до Пелопонесу вдерлися македонські війська. В цей час Лікург намагався підкорити Мессенію, але без успіху. Після цього зайняв Тегею, але йому не підкорився її акрополь. У Лаконіці лікург зазнав поразки від македонян, відступивши до Корінфа. Невдовзі ефори отримали на лікурга донос, що він готує заколот. Тому той втік до Етолії. Повернувся до Спарти лише 217 року до н. е., коли його звинувачення було спростовано. Слідом за цим атакував Мессенію, зумів захопити містечко Калами. Втім етолійський стратег Піррій вийшов з Еліди зі слабим загоном, був затриманий мессенцями та в підсумку повернувся назад. Не дочекавшись запланованого з'єднання із союзником, Лікург відступив. Того ж року в Навпакті було укладено мирний договір між усіма ворогуючими сторонами.
215 року до н. е. вигнав зі Спарти свого колегу Агесіполіда III. Помер Лікург 212 року до н. е. Владу успадкував малолітній син Пелоп при регентстві Маханіда.